# Csehszlovákia az 1924. évi téli olimpiai játékokon
Csehszlovákia a franciaországi Chamonix-ban megrendezett 1924. évi téli olimpiai játékok egyik részt vevő nemzete volt. Az országot az olimpián 5 sportágban 27 sportoló képviselte, akik érmet nem szereztek.

## Északi összetett
| Versenyző         | Sífutás       | Sífutás       | Sífutás       | Síugrás  | Síugrás  | Síugrás  | Síugrás  | Síugrás | Síugrás | Összesítés | Összesítés |
| Versenyző         | Sífutás       | Sífutás       | Sífutás       | 1. ugrás | 1. ugrás | 2. ugrás | 2. ugrás | Össz.   | Össz.   | Összesítés | Összesítés |
| Versenyző         | Idő           | Pont          | Hely.         | Távolság | Pont     | Távolság | Pont     | Pont    | Hely.   | Pont       | Helyezés   |
| ----------------- | ------------- | ------------- | ------------- | -------- | -------- | -------- | -------- | ------- | ------- | ---------- | ---------- |
| Josef Adolf       | 1:25:29       | 14,625        | 5.            | 32,5     | 12,291   | 34,5     | 13,541   | 12,916  | 18.     | 13,771     | 6.         |
| Josef Bím         | 1:33:08       | 10,750        | 8.            | 33,0     | 12,833   | 36,0     | 14,000   | 13,416  | 15.     | 12,083     | 13.        |
| Walter Buchberger | 1:32:32       | 11,000        | 7.            | 40,5     | 16,125   | 39,5     | 16,375   | 16,250  | 9.      | 13,625     | 7.         |
| Otakar Německý    | nem ért célba | nem ért célba | nem ért célba | kiesett  | kiesett  | kiesett  | kiesett  | kiesett | kiesett | kiesett    | kiesett    |

## Jégkorong
| Csehszlovák férfi jégkorongcsapat-játékoskeret                                                         | Csehszlovák férfi jégkorongcsapat-játékoskeret                                    |
| --- | --------------------------------------------------------------------------------- |
| - Jan Fleischmann - Miroslav Fleischmann - Jaroslav Jirkovský - Jan Krásl - Vilém Loos - Josef Maleček | - Jan Palouš - Jaroslav Řezáč - Josef Šroubek - Jaroslav Stránský - Otakar Vindyš |

### Eredmények
Csoportkör
A csoport
| Csapat        | M | Gy | D | V | G+ | G– | Gk  | P |
| ------------- | - | -- | - | - | -- | -- | --- | - |
| Kanada        | 3 | 3  | 0 | 0 | 85 | 0  | +85 | 6 |
| Svédország    | 3 | 2  | 0 | 1 | 18 | 25 | –7  | 4 |
| Csehszlovákia | 3 | 1  | 0 | 2 | 14 | 41 | –27 | 2 |
| Svájc         | 3 | 0  | 0 | 3 | 2  | 53 | –51 | 0 |

| 1924. január 28. | Kanada (CAN) | 30 – 0 (8–0, 14–0, 8–0) | Csehszlovákia | Chamonix |

|  |  |  |  |  |
|  |  |  |  |  |
|  |  |  |  |  |
|  |  |  |  |  |

| 1924. január 31. | Svédország (SWE) | 9 – 3 (5–1, 1–1, 3–1) | Csehszlovákia | Chamonix |

|  |  |  |  |  |
|  |  |  |  |  |
|  |  |  |  |  |
|  |  |  |  |  |

| 1924. február 1. | Csehszlovákia (TCH) | 11 – 2 (4–0, 3–2, 4–0) | Svájc | Chamonix |

|  |  |  |  |  |
|  |  |  |  |  |
|  |  |  |  |  |
|  |  |  |  |  |

| Csapat        | Helyezés |
| ------------- | -------- |
| Csehszlovákia | 5.       |

## Military patrol
| Versenyző                                              | Időeredmény | Célpont | Eredmény | Helyezés |
| ------------------------------------------------------ | ----------- | ------- | -------- | -------- |
| Bohuslav Josífek Jan Mittlöhner Josef Bím Karel Buchta | 4:22:24     | 5       | 4:19:54  | 4.       |

## Műkorcsolya
| Versenyző   | Versenyszám  | Kötelező elemek   | Kötelező elemek | Kűr               | Kűr   | Összesítés                     | Összesítés                     | Összesítés                     | Összesítés                     | Összesítés                     | Összesítés                     | Összesítés                     | Összesítés        | Összesítés  | Összesítés | Összesítés |
| Versenyző   | Versenyszám  | Kötelező elemek   | Kötelező elemek | Kűr               | Kűr   | Helyezési pontszámok bírónként | Helyezési pontszámok bírónként | Helyezési pontszámok bírónként | Helyezési pontszámok bírónként | Helyezési pontszámok bírónként | Helyezési pontszámok bírónként | Helyezési pontszámok bírónként | Több. hely. száma | Hely. össz. | Pont       | Helyezés   |
| Versenyző   | Versenyszám  | Több. hely. száma | Hely.           | Több. hely. száma | Hely. | 1                              | 2                              | 3                              | 4                              | 5                              | 6                              | 7                              | Több. hely. száma | Hely. össz. | Pont       | Helyezés   |
| ----------- | ------------ | ----------------- | --------------- | ----------------- | ----- | ------------------------------ | ------------------------------ | ------------------------------ | ------------------------------ | ------------------------------ | ------------------------------ | ------------------------------ | ----------------- | ----------- | ---------- | ---------- |
| Josef Slíva | Férfi egyéni | 4×5+              | 5.              | 4×3+              | 3.    | 4,0                            | 3,0                            | 1,0                            | 4,0                            | 5,0                            | 4,0                            | 7,0                            | 5×4+              | 28,0        | 2175,50    | 4.         |

## Sífutás
| Versenyző       | Versenyszám | Eredmény  | Helyezés |
| --------------- | ----------- | --------- | -------- |
| Anton Gottstein | 50 km       | 4:45:48   | 14.      |
| Anton Gottstein | 18 km       | 1:34:54,0 | 18.      |
| Václav John     | 18 km       | 1:37:20,8 | 23.      |
| František Hák   | 18 km       | 1:39:41,6 | 24.      |
| Štěpán Hevák    | 18 km       | 1:34:43,4 | 17.      |
| Štěpán Hevák    | 50 km       | 4:44:58   | 12.      |
| Josef Německý   | 50 km       | 5:05:06   | 17.      |
| Oldřich Kolář   | 50 km       | 5:18:14   | 19.      |

## Síugrás
| Versenyző       | 1. ugrás | 1. ugrás | 1. ugrás | 2. ugrás | 2. ugrás | 2. ugrás | Összesítés | Összesítés |
| Versenyző       | Távolság | Pont     | Hely.    | Távolság | Pont     | Hely.    | Pont       | Helyezés   |
| --------------- | -------- | -------- | -------- | -------- | -------- | -------- | ---------- | ---------- |
| Josef Bím       | –        | 2,667~   | 25.*     | –        | 2,000~   | 26.      | 2,333      | 26.        |
| Karel Koldovský | 33,5     | 9,252    | 23.      | 39,0     | 15,750   | 16.      | 12,501     | 20.        |
| Franz Wende     | 40,5     | 15,877   | 15.      | 44,0     | 17,083   | 7.       | 16,480     | 10.        |

* - egy másik versenyzővel azonos eredményt ért el

~ - az ugrás során elesett